# Ольза (Сілезьке воєводство)
Ольза (пол. Olza) — село в Польщі, у гміні Ґожице Водзіславського повіту Сілезького воєводства.
Населення — 1670 осіб (2011).

## Демографія
Демографічна структура станом на 31 березня 2011 року:
|          | Загалом | Допрацездатний вік | Працездатний вік | Постпрацездатний вік |
| -------- | ------- | ------------------ | ---------------- | -------------------- |
| Чоловіки | 822     | 166                | 554              | 102                  |
| Жінки    | 848     | 144                | 509              | 195                  |
| Разом    | 1670    | 310                | 1063             | 297                  |